# Equinox (Red Garland)
Equinox è un album di Red Garland, pubblicato dalla Galaxy Records nel 1979. Il disco fu registrato il 4 e 5 di agosto del 1978 al Fantasy Studios di Berkeley in California (Stati Uniti).

## Tracce
Lato A
1. It's All Right with Me – 7:35 (Cole Porter)
2. Hobo Joe – 5:24 (Joe Henderson)
3. Equinox – 7:03 (John Coltrane)

Lato B
1. Cute – 3:58 (Neal Hefti)
2. Nature Boy – 3:09 (Eden Ahbez)
3. On a Clear Day (You Can See Forever) – 6:26 (Burton Lane, Alan Jay Lerner)
4. You Are Too Beautiful – 6:53 (Richard Rodgers, Lorenz Hart)

## Musicisti
- Red Garland - pianoforte
- Richard Davis - contrabbasso
- Roy Haynes - batteria